# 黑尔弗里德·海尔福特
黑尔弗里德·海尔福特（德語：Hellfried Heilfort，1955年4月10日—），德国男子射击运动员。他曾代表东德参加1980年夏季奥林匹克运动会射击比赛，获得50米步枪卧射银牌。